# 井上友一郎
井上 友一郎（いのうえ ともいちろう、1909年3月15日 - 1997年7月1日）は、大阪府出身の小説家。

## 経歴
大阪府西成郡中津町（後の大阪市東淀川区。その後大淀区を経て現・北区）生まれ。本名は友一。
商業学校在学中、野球と小説乱読で学業を怠け、そのために中退し、その後各中学を転々とする。1929年、関西大学第二商業学校を卒業し、1930年に早稲田大学専門部法科入学。1931年『森林公園』を発表して川端康成に認められる。また坂口安吾、田村泰次郎らとの同人誌『桜』で活動し、1934年「道化者」を発表。
1936年、早稲田大学仏文科卒業。同年「人民文庫」に参加。
「都新聞」記者となり、1938年特派員として中国戦線に従軍した。1939年「文学者」に『残夢』を発表、1940年『波の上』を刊行して作家生活に入る。
戦後は風俗小説作家として活躍し、雑誌『風雪』に参加した。『絶壁』が宇野千代・北原武夫夫妻をモデルとしていると言われ、抗議を受けた。日本文藝家協会理事などを経て、1970年にゴルフ場の霞台カントリークラブを創立、自ら社長となる。
1997年に死去。

## 著書
- 『眠られぬ人々』赤塚書房 1939
- 『従軍日記』竹村書房 1939
- 『波の上』砂子屋書房 1939
- 『胸の中の歌』通文閣 1940
- 『残夢』青木書店 1940
- 『青丹よし』桃蹊書房 1941
- 『故郷なき人』昭和書房 1941
- 『南京の胡弓』東宝書店 1942
- 『千利休』大観堂 1942
- 『満洲旅日記 文学紀行』豊田三郎、新田潤共著 明石書房 1942
- 『雁の宿』今日の問題社(新鋭文学選集)1943
- 『清河八郎』大觀堂出版 1944
- 『竹夫人』文明社 1946
- 『ハイネの月』風雪社 1947
- 『菜の花』世界社(文芸叢書)1947
- 『寂しからずや』三島書房 1947
- 『夢去りぬ』講談社 1947
- 『今宵逢ふ人』和敬書店 1948
- 『美貌と白痴』全国書房 1948
- 『かの海に真珠ありや』四季書房 1948
- 『虚栄と含羞』大日本雄弁会講談社 1948
- 『寝室の思想』生活文化社 1948
- 『歯車』生活社 1948
- 『絶壁』改造社 1949 のち新潮文庫
- 『望郷歌』石狩書房 1949
- 『断腸花』改造社 1949
- 『蝶になるまで』全国書房 1949
- 『悪 小説集』実業之日本社 1949
- 『唐人お吉』改造社 1950
- 『理想の戀人』京橋書院 1950
- 『幸福な寝室』六興出版社 1951
- 『映画女優』湊書房 1951
- 『銀座川』文芸春秋新社 1951
- 『小説家』河出書房 1951
- 『恋人よ我に還れ』湊書房 1951
- 『真実は誰も知らない』小説朝日社 1952
- 『我を愛せよ』小説朝日社 1952
- 『桃中軒雲右衛門』大日本雄弁会講談社 1953
- 『近藤勇』新潮社 1953
- 『旅愁の都』小説朝日社 1953
- 『午前零時』新潮社 1953
- 『寝巻』北辰堂 1953
- 『愛の飛魚』山田書店 1954
- 『妻の図』東方社 1954
- 『片道切符』大日本雄弁会講談社 1954
- 『下界の人 白波庵物語』文芸春秋社 1954
- 『銀座の空の下』鱒書房(コバルト新書)1955
- 『銀座二十四帖』新潮社 1955
- 『幕末刺客伝』鱒書房(歴史新書)1955
- 『しぐれ日記』新潮社(小説文庫)1955
- 『火の山』新潮社 1955
- 『女給夕子の一生』角川小説新書 1956
- 『私の太陽』北辰堂 1956
- 『受胎』角川文庫　1956
- 『横断歩道』新潮社 1956
- 『一四七〇哩』住吉書店 1956
- 『をんな』雲井書店 1956
- 『武田観柳斎』河出新書 1956
- 『枯葉の美しさ』宝文館 1957
- 『季節列車』東方社 1957
- 『瀕死の青春』角川書店 1957
- 『津の国屋小染』新潮社 1957
- 『湘南夫人』新潮社 1957
- 『豹夫人』東方社 1957
- 『純な女』現代社 1957
- 『心と肉体の旅』光風社 1957
- 『強い星・弱い星』光風社 1958
- 『未婚』小壷天書房 1958
- 『上と下』新潮社 1958
- 『完全な恋人』小壷天書房 1958
- 『いのち短かし』講談社 1958
- 『たそがれ令嬢』和同出版社 1959
- 『東京の孤独』毎日新聞社 1959
- 『女性失格』講談社 1959
- 『銀座更紗』光風社 1959-1961
- 『夢去りぬ』和同出版社 1959
- 『若き日の断崖』新潮社 1960
- 『青春の報酬』新潮社 1961
- 『三人天一坊』東方社 1961
- 『野心』光風社 1962
- 『百万人の孤独』東方社 1962
- 『絹女年代記』講談社 1962
- 『銀座学校』双葉小説新書 1964
- 『我流ゴルフ修業』文芸春秋新社 1965
- 『夜の武士道』一水社(かもめ新書)1965
- 『黒船抄』人物往来社(歴史小説選書)1967
- 『あかんたれ一代 春団治無法録』新国民出版社 1976
- 『泥絵の自画像』エポナ出版 1977
- 『幕末長恨歌』光風社出版 1985

復刊
- 『満洲旅日記』ゆまに書房 2002 (文化人の見た近代アジア)
- 『従軍日記』ゆまに書房 2004 (「帝国」戦争と文学)

## 映画化作品
- 『人生選手』1949年、田中重雄監督、小林桂樹主演
- 『銀座化粧』1951年、成瀬巳喜男監督、田中絹代主演
- 『誰が私を裁くのか』1951年、谷口千吉監督、乙羽信子主演
- 『午前零時』1953年、渡辺邦男監督、久慈あさみ主演
- 『銀座二十四帖』1955年、川島雄三監督、月丘夢路主演
- 『心と肉体の旅』1958年、舛田利雄監督、南田洋子主演
- 『明日を賭ける男』1958年、西河克己監督、大坂志郎主演
- 『未婚』1959年、瑞穂春海監督、水谷良重主演
- 『東京の孤独』1959年、井上梅次監督、小林旭主演
- 『毒薬の匂う女』1967年、富本壮吉監督、岡田茉莉子主演